# Адам Браун (плавець)
Адам Браун (англ. Adam Brown, 16 січня 1989) — британський плавець.
Учасник Олімпійських Ігор 2008, 2012 років.
Переможець Ігор Співдружності 2014 року, призер 2010 року.